# 里夫共和国
里夫共和国（阿拉伯语：جمهورية الريف），正式名称為里夫部落聯邦共和國，是居住在西屬摩洛哥的柏柏爾人（里夫人）建立的國家。1921年9月18日宣佈獨立。首都阿杰迪尔，貨幣為Riffan，國慶日為9月18日，人口估計有18,350人。獨立時埃米爾為阿卜杜·克里姆 。但共和國正式的建立為1923年2月1日，总统為阿卜杜·克里姆，1923年7月至1926年5月27日的总理為ben Hajj Hatmi。1926年5月27日在法國和西班牙的干涉下解散。

## 歷史
柏柏爾人曾積極地抵抗西班牙人和法國人對沙漠的侵略。但是他們無法團結，部落之間不斷內訌和分裂，1912年，由於部落聯盟的破碎，他們對法國的殖民抗爭徹底失敗。1912年11月，法国把摩洛哥北部“转租”给西班牙。西班牙军队涣散，军方与高级专员之间殖民路线冲突，一直没有建立起有效的保护国统治。
阿卜杜·克里姆是其中一個部落的一位軍閥和領導者，1921年7月22日取得阿纽尔战役全胜，歼灭西班牙军队9000人，击毙西班牙殖民军总司令西尔韦斯特，夺取了5000多平方千米的农村地区，西班牙十年经营一朝作废。利用其對西班牙的勝利去嘗試創造一個有實權的獨立國家，1923年2月，阿卜杜·克里姆在阿杰迪尔创建里夫共和国。
1923年9月13日，里维拉在马德里发动军事政变，建立军事独裁统治，在摩洛哥问题上希望与英国媾和，命令西班牙军队撤退到里夫沿海地区。
1925年夏，贝当指挥法军发起对里夫共和国的军事进攻。1925年9月，西班牙军在胡塞马登陆，并从梅利利亚向西进攻。里夫共和国南北东被三面夹击。1926年5月23日，里夫共和国最后据点陷落，聯邦滅亡。
法國國內的知识分子譴責法國統治階級的帝國主義。遊擊隊與法軍一直持續戰鬥直到1927年。